# Sala Polivalentă
Sala Polivalentă (senere Polyvalent Hall) er en multiarena i Bukarest, Rumænien med plads til 5.300 tilskuere. Arenaen bruges af mange forskellige aktiviteter bl.a. indendørs koncerter, tennis, gymnastik, dans, Håndbold, volleyball, basketball, vægtløftning, kampsport og professionel wrestling.